# إيلي نوام
إيلي نوام (بالعبرية: אלי נועם‏) (و. 1946  م) هو اقتصادي إسرائيلي، ولد في القدس.

## التعليم
تعلم في كلية هارفارد للحقوق
.